# قائمة رؤساء إثيوبيا
هذه قائمة رؤساء إثيوبيا وأيضًا قائمة رؤساء الدول بعد سقوط الإمبراطورية الإثيوبية في عام 1974.
منذ التأسيس الرسمي لمنصب الرئيس في عام 1987، كان هناك 6 رؤساء رسميين. الرئيس هو رأس دولة إثيوبيا. الرئيسة الحالية هي سهلورق زودي، وهي أيضًا أول رئيسة لإثيوبيا، انتخبت في 25 أكتوبر 2018 من قبل أعضاء الجمعية البرلمانية الفيدرالية.

## رؤساء إثيوبيا (1974–حتى الآن)
| No.                                                              | الصورة | الاسم (الميلاد–الوفاة)                          | فترة الحكم     | فترة الحكم              | فترة الحكم         | الحزب (الائتلاف)                                                                      | الانتخابات |
| No.                                                              | الصورة | الاسم (الميلاد–الوفاة)                          | استلم المنصب   | ترك المنصب              | المدة في الحكم     | الحزب (الائتلاف)                                                                      | الانتخابات |
| ---------------------------------------------------------------- | ------ | ----------------------------------------------- | -------------- | ----------------------- | ------------------ | ------------------------------------------------------------------------------------- | ---------- |
| • ديرغ (حكومة إثيوبيا العسكرية المؤقتة الاشتراكية) (1974–1987) • |        |                                                 |                |                         |                    |                                                                                       |            |
| –                                                                |        | الفريق أمان عندوم (1924–1974) بالوكالة          | 15 سبتمبر 1974 | 17 نوفمبر 1974 (استقال) | 63 أيام            | عسكري                                                                                 | —          |
| –                                                                |        | الرائد منغستو هيلا مريام (مواليد 1937) بالوكالة | 17 نوفمبر 1974 | 28 نوفمبر 1974          | 11 أيام            | عسكري                                                                                 | —          |
| –                                                                |        | العميد تافاري بنتي (1921–1977)                  | 28 نوفمبر 1974 | 3 فبراير 1977†          | 2 سنوات و67 أيام   | عسكري                                                                                 | —          |
| –                                                                |        | المقدم منغستو هيلا مريام (مواليد 1937)          | 3 فبراير 1977  | 10 سبتمبر 1987          | 10 سنوات و219 أيام | عسكري لجنة تنظيم حزب الشعب العامل الإثيوبي حزب العمال الإثيوبي                        | —          |
| • جمهورية إثيوبيا الشعبية الديمقراطية (1987–1991) •              |        |                                                 |                |                         |                    |                                                                                       |            |
| 1                                                                |        | منغستو هيلا مريام (مواليد 1937)                 | 10 سبتمبر 1987 | 21 مايو 1991 (استقال)   | 3 سنوات و253 أيام  | حزب العمال الإثيوبي                                                                   | 1987       |
| –                                                                |        | تيسفاي جبري كيدان (1935–2004) بالوكالة          | 21 مايو 1991   | 27 مايو 1991 (خلع)      | 6 أيام             | حزب العمال الإثيوبي                                                                   | —          |
| • حكومة إثيوبيا الانتقالية (1991–1995) •                         |        |                                                 |                |                         |                    |                                                                                       |            |
| –                                                                |        | ملس زيناوي (1955–2012) مؤقت                     | 28 مايو 1991   | 22 أغسطس 1995           | 4 سنوات و86 أيام   | الجبهة الشعبية لتحرير تغراي (الجبهة الثورية الديمقراطية الشعبية الإثيوبية)            | —          |
| • إثيوبيا (1995–الآن) •                                          |        |                                                 |                |                         |                    |                                                                                       |            |
| 2                                                                |        | نكاسو كيدادا (1943–2019)                        | 22 أغسطس 1995  | 8 أكتوبر 2001           | 6 سنوات و47 أيام   | المنظمة الديمقراطية لشعوب أورومو (الجبهة الثورية الديمقراطية الشعبية الإثيوبية) مستقل | 1995       |
| 3                                                                |        | غيرما ولد غيورغيس (1924–2018)                   | 8 أكتوبر 2001  | 7 أكتوبر 2013           | 11 سنوات و364 أيام | مستقل                                                                                 | 2001 2007  |
| 4                                                                |        | مولاتو تيشومي (مواليد 1957)                     | 7 أكتوبر 2013  | 25 أكتوبر 2018          | 5 سنوات و18 أيام   | المنظمة الديمقراطية لشعوب أورومو (الجبهة الثورية الديمقراطية الشعبية الإثيوبية)       | 2013       |
| 5                                                                |        | سهلورق زودي (مواليد 1950)                       | 25 أكتوبر 2018 | 7 أكتوبر 2024           | 5 سنوات و348 أيام  | مستقل                                                                                 | 2018       |
| 6                                                                |        | تاي أتسقى سيلاسي (مواليد 1956)                  | 7 أكتوبر 2024  | المنصب                  | 237 أيام           | مستقل                                                                                 | 2024       |

## هوامش
1. ↑  طرده حزب المنظمة الديمقراطية لشعوب أورومو والجبهة الثورية الديمقراطية الشعبية الإثيوبية في 22 يونيو 2001.[3]